# Chau Dor-ming
Dans ce nom, le nom de famille, Chau, précède le nom personnel.
Chau Dor-ming (né le 19 avril 1983) est un coureur cycliste hongkongais, spécialiste de la piste.

## Biographie
Spécialiste des épreuves de vitesse sur piste, Chau Dor-ming a acquis plusieurs succès sur ses championnats nationaux.
Sur route, il obtient plusieurs succès sur des critériums hongkongais. Il manque de peu le titre national en 2010, où il est devancé par son compatriote Tang Wang Yip. Cette bonne performance lui ouvre tout de même les portes de l'équipe continentale Champion System en 2011. Cependant, cette expérience s'avérera de courte durée, puisqu'il retourne dès l'année suivante dans les rangs amateurs à Hong Kong.

## Palmarès sur route

### Par année
- 2010
  - 2e du championnat de Hong Kong sur route

### Classements mondiaux
| Année         | 2007 | 2008 | 2009 | 2010 | 2011 | 2012 | 2013 | 2014 | 2015 | 2016 |
| ------------- | ---- | ---- | ---- | ---- | ---- | ---- | ---- | ---- | ---- | ---- |
| UCI Asia Tour | 204e |      |      | 80e  |      |      |      |      |      | 649e |

## Palmarès sur piste

### Championnats nationaux
- 2015
  -  Champion de Hong Kong de vitesse
  -  Champion de Hong Kong de keirin
  - 2e du championnat de Hong Kong de vitesse par équipes
- 2017
  -  Champion de Hong Kong de vitesse
  -  Champion de Hong Kong de keirin
- 2019
  -  Champion de Hong Kong de vitesse par équipes (avec Wong Kin-chung et Cheung Joy-lai)
  - 2e du championnat de Hong Kong de vitesse